# Room (filme)
Room (Brasil: O Quarto de Jack / Portugal: Quarto) é um filme de drama dirigido por Lenny Abrahamson e escrito por Emma Donoghue, baseado em seu livro homônimo. É estrelado por Brie Larson, Jacob Tremblay, Joan Allen, Sean Bridgers e William H. Macy.
Apresentado pela primeira vez no Festival de Cinema de Telluride em 4 de setembro de 2015, foi aclamado pela crítica especializada e conquistou diversas indicações a prêmios renomados, como Critics' Choice Movie Award e Globo de Ouro. Larson foi premiada com o Oscar de Melhor Atriz por sua atuação.

## Elenco
- Brie Larson - Joy "Ma" Newsome
- Jacob Tremblay - Jack Newsome
- Joan Allen - Nancy Newsome
- William H. Macy - Robert Newsome
- Sean Bridgers - Old Nick
- Megan Park - Laura
- Cas Anvar - Dr. Mittal
- Amanda Brugel - Oficial Parker
- Joe Pingue - Oficial Grabowski
- Tom McCamus - Leo
- Wendy Crewson - Apresentadora de talk show

## Prêmios e Indicações

### Oscar 2016
| Ano  | Categoria               | Indicado          | Resultado |
| ---- | ----------------------- | ----------------- | --------- |
| 2016 | Melhor Filme            | Ed Guiney         | Indicado  |
| 2016 | Melhor Diretor          | Lenny Abrahamsson | Indicado  |
| 2016 | Melhor Atriz            | Brie Larson       | Venceu    |
| 2016 | Melhor Roteiro Adaptado | Emma Donoghue     | Indicado  |

### Globo de Ouro 2016
| Ano  | Categoria               | Indicado      | Resultado |
| ---- | ----------------------- | ------------- | --------- |
| 2016 | Melhor Filme Dramático  | Ed Guiney     | Indicado  |
| 2016 | Melhor Atriz - Drama    | Brie Larson   | Venceu    |
| 2016 | Melhor Roteiro - Cinema | Emma Donoghue | Indicado  |

### BAFTA
| Ano  | Categoria                | Indicado      | Resultado |
| ---- | ------------------------ | ------------- | --------- |
| 2016 | Melhor Atriz             | Brie Larson   | Venceu    |
| 2016 | Melhor Roteiro de Cinema | Emma Donoghue | Indicado  |

### Critics Choice Award
| Ano  | Categoria               | Indicado       | Resultado |
| ---- | ----------------------- | -------------- | --------- |
| 2016 | Melhor Filme            | Ed Guiney      | Indicado  |
| 2016 | Melhor Atriz            | Brie Larson    | Venceu    |
| 2016 | Melhor Jovem Ator/Atriz | Jacob Tremblay | Venceu    |
| 2016 | Melhor Roteiro Adaptado | Emma Donoghue  | Indicado  |